# Sal (série de televisão)
Sal foi uma série de televisão portuguesa de comédia exibida em 2014 pela SIC e produzida pelas Lobby Productions e Ufirst Network Productions.
Com a entrada da Netflix em Portugal, a plataforma de streaming acabou por chegar a acordo com a SIC em matéria de disponibilização de conteúdos televisivos em português para o catálogo do serviço, tendo sido a série Sal um desses conteúdos. Ao mesmo tempo, esta disponibilização de conteúdos foi contestada por atores e elementos ligados à produção do programa, que defendiam não terem nem sido avisados, nem terem dado permissão, que os conteúdos fossem exibidos fora das plataformas da estação. Apesar das críticas, o canal e a plataforma acabaram por salientar que todos os direitos de autor e de exibição tinham sido salvaguardados. Um ano depois, e sem qualquer aviso por parte da Netflix, a série deixou de constar no seu catálogo.

## Sinopse
A série retrata a história de quatro amigos, César Mourão, João Manzarra, Rui Unas e Salvador Martinha, que viajam até à Ilha do Sal, em Cabo Verde, de forma a gravarem um filme de ficção científica, apesar de tudo começar a correr mal mesmo antes de partirem em viagem.

## Elenco
| Ator/Atriz         | Personagem |
| ------------------ | ---------- |
| César Mourão       | César      |
| João Manzarra      | João       |
| Rui Unas           | Rui        |
| Salvador Martinha  | Salvador   |
| José Carlos Garcia | Emídio     |
| Diana Chaves       | Diana      |
| Fernando Nobre     | Canibal    |

### Elenco adicional
- Idilza Santos
- Celina Pereira - ela própria
- Lorenzo Carvalho - Lorenzo
- Ailton Rodrigues
- Manuel Estevão
- Luís Franco Bastos - Lorenzo
- Camané - Monge
- Hernâni Carvalho - ele próprio
- Erica Fontes - ela própria
- José Castelo Branco - ele próprio
- Pedro Guedes - Pedro
- Maria Helena - ela própria
- Júlia Pinheiro - ela própria
- Ricardo Guedes - Ricardo
- Vítor Norte - Vítor
- Tito Paris - ele próprio
- Célia Bastos
- Raquel Strada - ela própria
- Diogo Valsassina - ele próprio
- Miguel Costa - ele próprio

## Episódios
| # | Título         | Estreia                | Audiência    | Audiência | Audiência |
| # | Título         | Estreia                | Espectadores | Share     | Rating    |
| - | -------------- | ---------------------- | ------------ | --------- | --------- |
| 1 | "A Partida"    | 9 de agosto de 2014    | 722 000      | 22,6%     | 7,6%      |
| 2 | "A Câmara"     | 16 de agosto de 2014   | 646 000      | 21,1%     | 6,8%      |
| 3 | "O Canibal"    | 23 de agosto de 2014   | 665 000      | 18,8%     | 7%        |
| 4 | "A Maldição"   | 30 de agosto de 2014   | 560 500      | 16,7%     | 5,9%      |
| 5 | "O Caos"       | 6 de setembro de 2014  | 551 000      | 16,7%     | 5,8%      |
| 6 | "O Salvador"   | 13 de setembro de 2014 | 503 500      | 21,3%     | 5,3%      |
| 7 | "O Julgamento" | 20 de setembro de 2014 | 456 000      | 18,7%     | 4,8%      |
| 8 | "O Fim"        | 27 de setembro de 2014 | 361 000      | 13,9%     | 3,8%      |